# Tabanus sudeticus
Espèce
Tabanus sudeticus est une espèce d'insectes diptères brachycères de la famille des Tabanidae (taons), de la sous-famille des Tabaninae, de la tribu des Tabanini, et du genre Tabanus.

## Description
- Large mouche au corps trapu avec une tête très large. Les antennes sont très courtes et épaisses. Les yeux marron foncé ont des reflets peu marqués et sans bandes.
- Longueur de 19 à 24,5 mm ; envergure des ailes : 50 mm. Les palpes du mâle sont de couleur claire alors que ceux de la femelle sont brun sombre.
- C'est le plus lourd des diptères[réf. nécessaire], il peut être confondu avec le taon des bœufs (Tabanus bovinus).

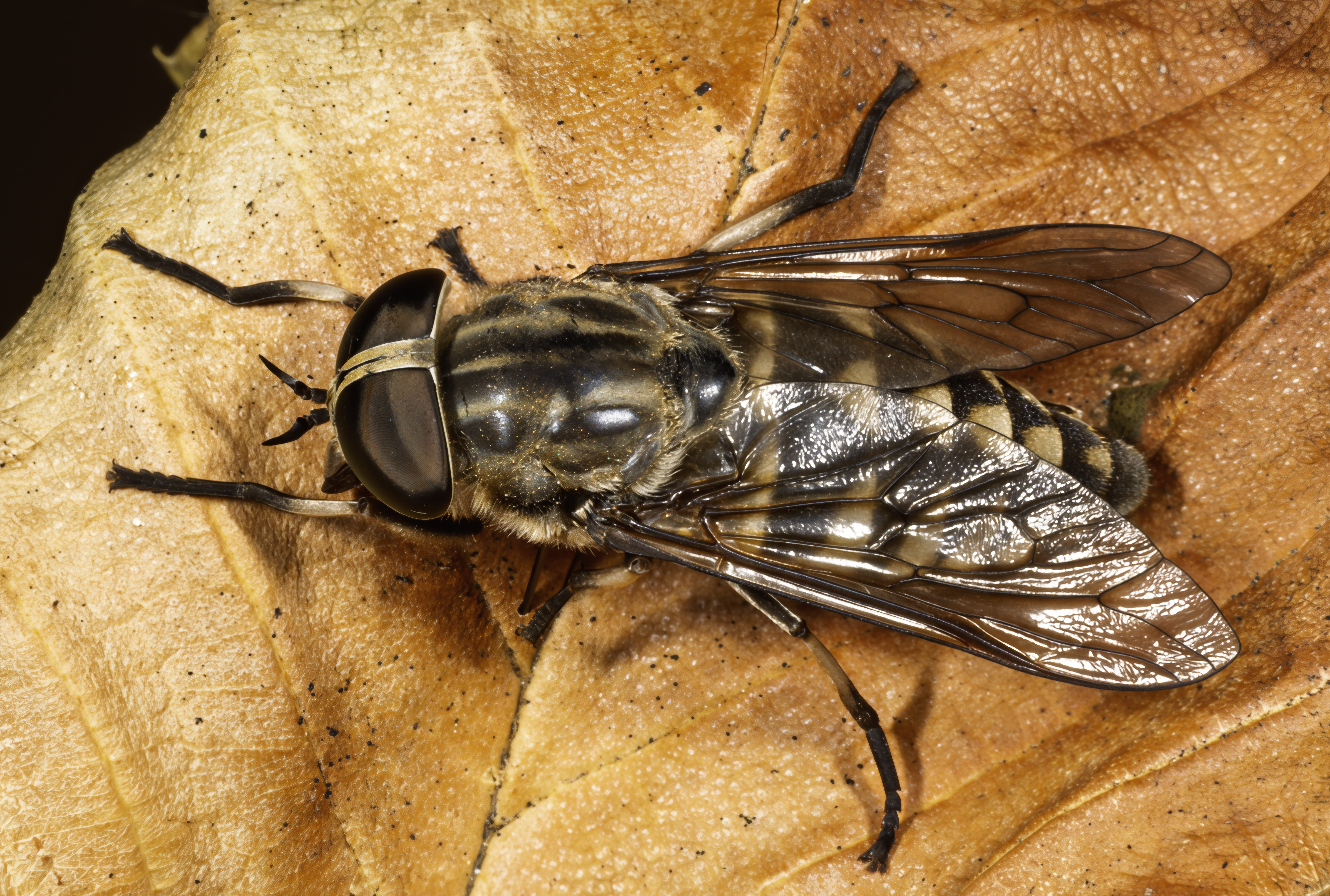
Vue dorsale de la femelle
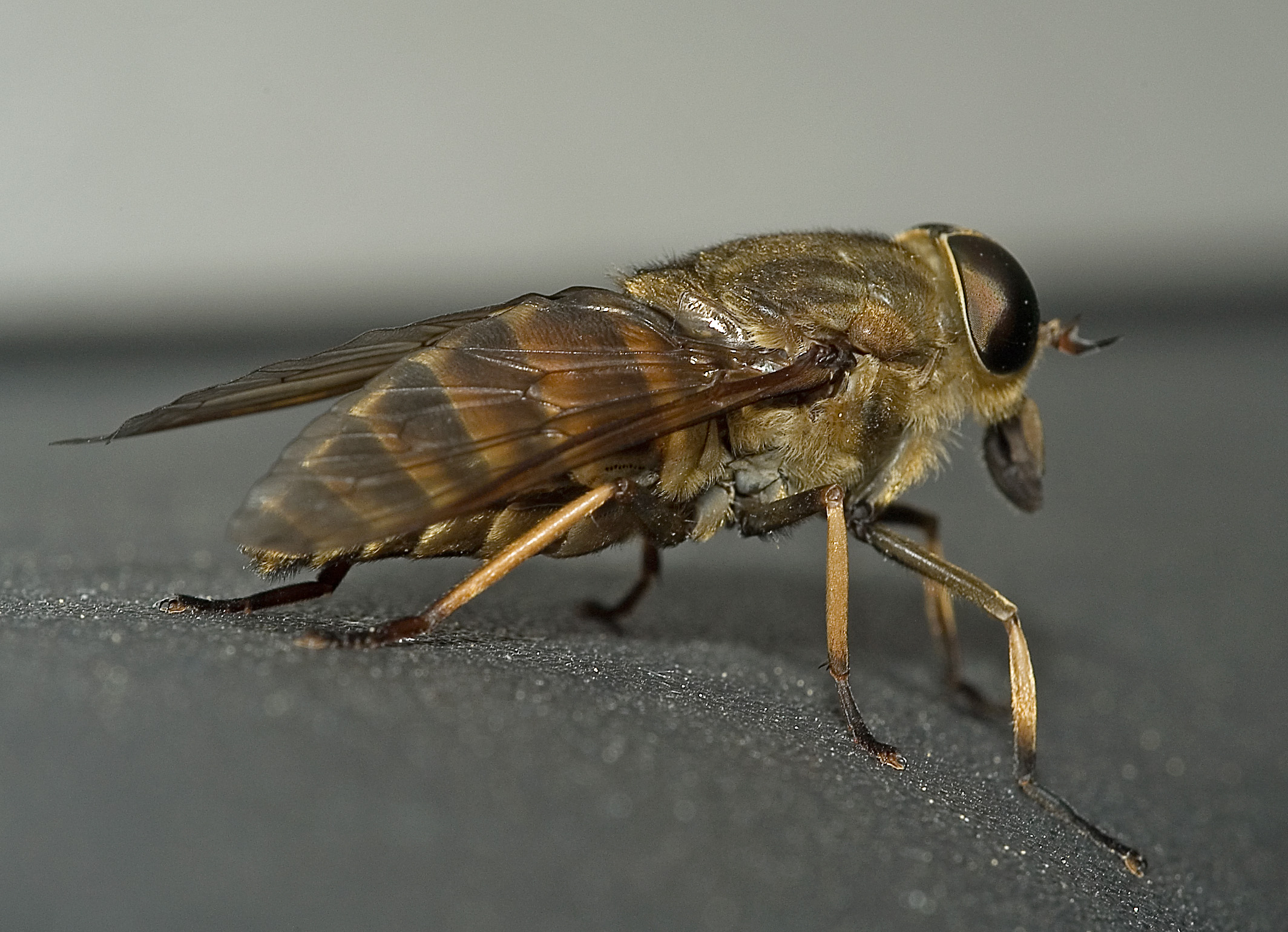
Vue latérale

## Comportement
- Insecte diurne. La période de vol s'étale de juin à août.

## Répartition et habitat
Répartition
Habitat
Endroits secs et arides, pâturages, bois clairs. Zones humides pour les larves.

## Systématique
L'espèce a été décrite par l'entomologiste allemand Philipp Christoph Zeller en 1842.

### Noms vernaculaires
- Taon des Sudètes, taon des chevaux.